# Claudia Kahr

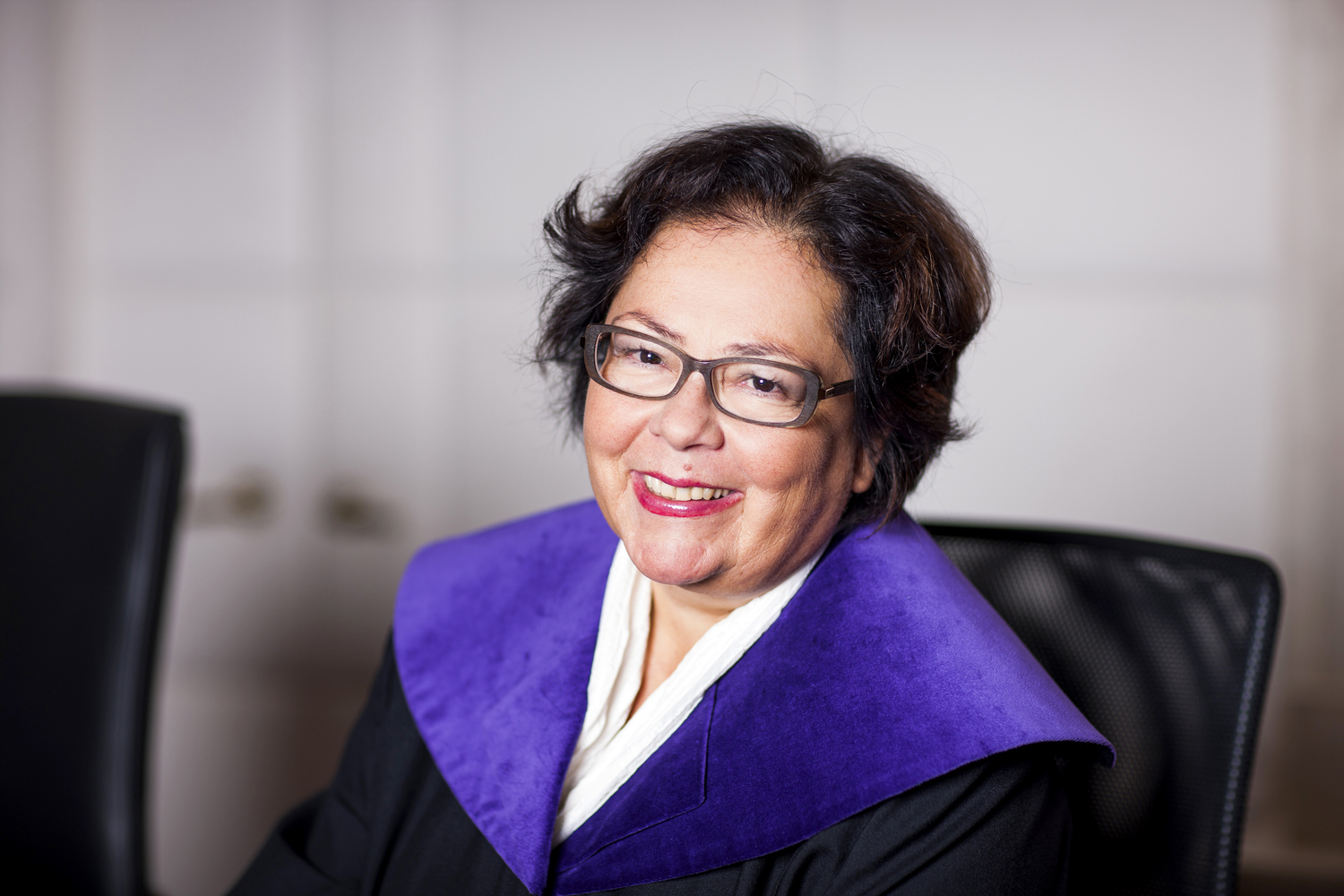
Claudia Kahr (2012)

Claudia Kahr  (* 30. September 1955 in Graz) ist eine österreichische Juristin und Richterin am Verfassungsgerichtshof.

## Beruflicher Werdegang
Kahr, die aus einer Arztfamilie stammt, besuchte die Volksschule sowie die Unterstufe an Grazer Schulen und maturierte 1973 am neusprachlichen Bundesgymnasium Graz. Im Anschluss daran begann sie das Studium der Rechtswissenschaften an der Universität Graz, wo sie im Jahr 1978 zur Doktorin der Rechte (Dr.iur) promoviert wurde. Sie absolvierte die Gerichtspraxis im Jahr 1978.
1978/1979 besuchte sie das Collège d’Europe im belgischen Brügge und wurde anschließend bis 1984 im Verfassungsdienst des Bundeskanzleramts tätig. 1984 wurde sie kurzfristig juristische Mitarbeiterin im Kabinett von Finanzminister Herbert Salcher. Anschließend daran war Claudia Kahr von 1984 bis 1985 Assistentin des Vorstandes und Leiterin der Abteilung Werbung und Öffentlichkeitsarbeit beim Österreichischen Verkehrsbüro. 1985 bis 1987 wurde sie als juristische Mitarbeiterin erneut Mitglied eines Ministerkabinetts bei Gesundheitsminister Franz Kreuzer. Anschließend wechselte sie bis 1989 ins Kabinett von Wirtschaftsminister Rudolf Streicher. Von 1989 bis 1992 war Kahr verfassungsrechtliche Mitarbeiterin im SPÖ-Parlamentsklub, ehe sie 1992 Büroleiterin von Staatssekretärin Brigitte Ederer wurde. 1996 übernahm sie die Leitung der Gruppe A im Verfassungsdienst des Bundeskanzleramtes und 1997 als Sektionschefin die Leitung der Sektion II Grundsätzliche Verkehrspolitik/Verkehrsplanung für alle Landverkehrsträger im Bundesministerium für Wissenschaft und Verkehr.
Im Jahr 1999 wurde Claudia Kahr von der österreichischen Bundesregierung als Mitglied des Verfassungsgerichtshofs nominiert und am 22. März 1999 von Bundespräsident Thomas Klestil ernannt. Im Kollegium der Verfassungsrichter wurde sie in der Folge ab 1. September 1999 mehrfach zur ständigen Referentin gewählt.
Von 23. Juni 2010 bis 15. Dezember 2017 war Claudia Kahr zudem Aufsichtsratsvorsitzende der staatlichen ASFINAG-Holding. Sie war die erste Frau in dieser Position. Kahr gilt als engagierte Feministin.
Am 24. Februar 2025 gab Kaar ihren Rücktritt als Verfassungsrichterin per 30. April 2025 bekannt. Da sie 2025 das 70. Lebensjahr vollendet, wäre sie spätestens mit Jahresende ausgeschieden.